# Athens (Texas)
Athens város az USA Texas államában. Lakosainak száma 12 857 fő (2020. április 1.).

## Népesség
A település népességének változása:

| 2010 | 12 710 |
| 2020 | 12 857 |